# Бронетанковая техника (Россия)

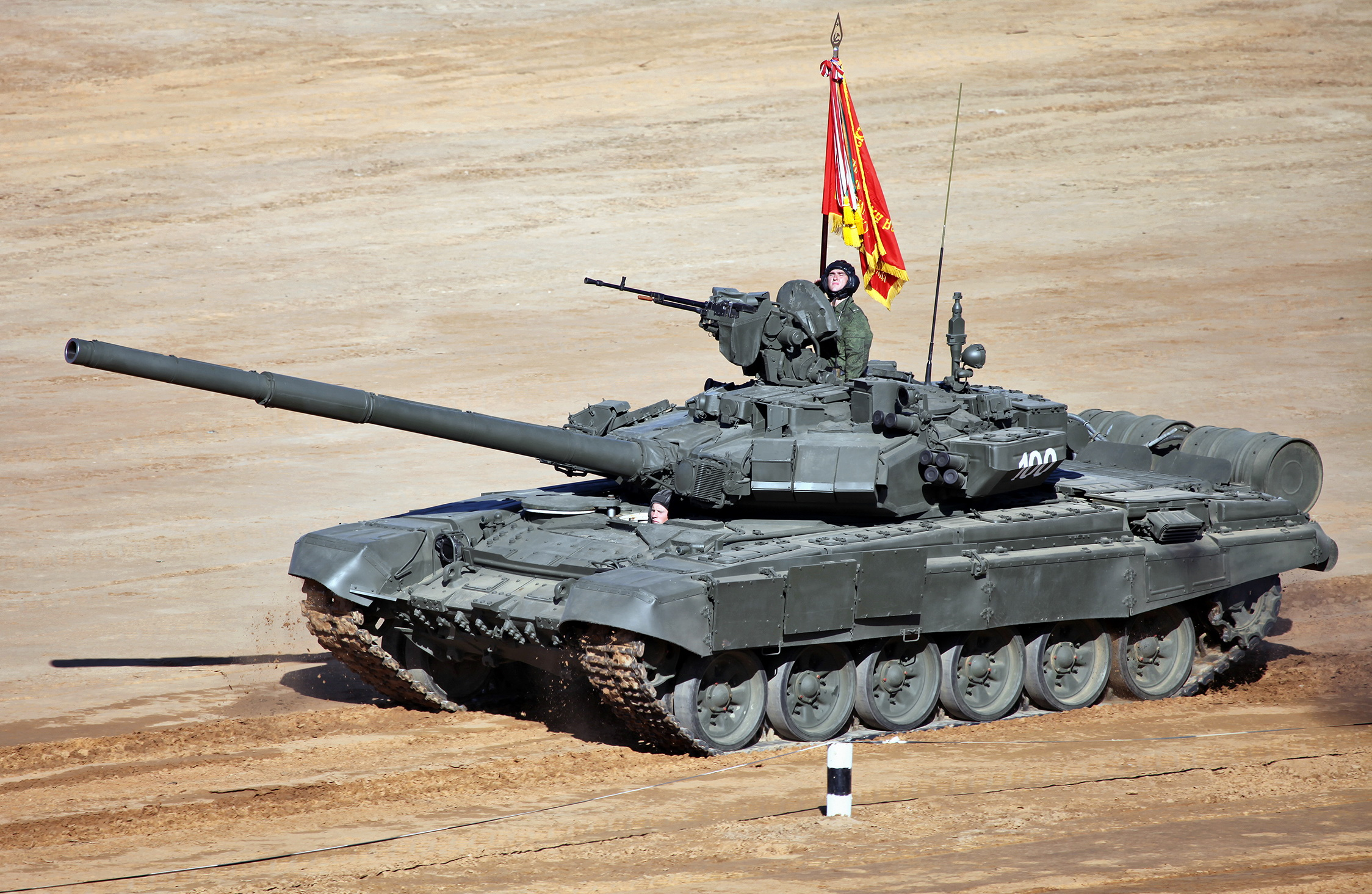
Т-90А на Танковом биатлоне 2013 года

## Бронетанковая техника
- Бронетанковая техника (БТТ, бронетехника) в Вооружённых силах СССР и России — класс боевой и специальной техники (бронетанковая техника), включающий танки, бронированные боевые машины (БМП, БТР и т.д.) и бронированные гусеничные и колёсные машины боевые и обеспечения на базе танков, БМП и т.д. (САУ, БРЭМ, танковые тягачи, машины специального назначения и др.), а также машины технического обслуживания и ремонта БТТ, в основном, на базе автомобилей (подвижные танко-ремонтные мастерские, машины технического обслуживания) и мотоциклы[1][2][3].

Некоторые, используя термин «бронетанковая техника», подразумевают только боевые бронированные машины, которые основной, но не единственный вид «бронетанковой техники» (словосочетание «Бронетанковое вооружение и техника» для военного специалиста по бронетанковой технике звучит примерно как «Масло в котором жир и все виды жиров (включая и масло)», когда можно сказать просто «Масло»  - т.е в нашем случае бронетанковая техника. 
Вообще в Вооруженных силах Российской Федерации и в Вооружённых силах многих других стран, как и раннее в Вооружённых Силах СССР, предпочитают более краткие и однозначные слова, выражения и аббревиатуры, иногда кажущиеся некоторым «простоватыми» и даже «туповатыми», на самом деле предназначенные для быстрой передачи информации без искажений и без недопонимания даже в условиях помех (радиопомехи, близкие выстрелы, разрывы снарядов и мин и т.д.), и, в итоге, для достижения победы, ибо кто быстро передал информацию, тот опередил противника, а значит победил.
Бронированные машины на базе известного бронированного тягача МТ-ЛБ (многоцелевой транспортёр-тягач лёгкий бронированный) — как и он, не относятся к БТТ, так как МТ-ЛБ создан на базе небронированного многоцелевого транспортёра-тягача лёгкого МТ-Л, а небронированне транспортёры и тягачи в СССР относились к автотракторной технике.  
Вооружение бронетанковой техники — вооружение установленное на бронетанковой технике - пушка и пулемёты на танке; пушка, пулемёт и противотанковый ракетный комплекс (ПТРК) на БМП; пулемёты на бронетранспортёре и т.д.)
За многие десятилетия в Советском Союзе и России сложилась уникальная научная и конструкторская школа конструирования бронетанковой техники (БТТ), была создана мощная бронетанковая промышленность и промышленность комплектующих (двигатели, системы защиты танка, вооружение и т. п.) Результат - появление большого количества серийных и опытных моделей бронетехники и вооружения, и то, что СССР и Россия по праву занимают позиции в мировой элите стран, конструирующих и производящих бронетанковую технику.
- Развитие бронетанковой техники

В развитии бронетанковой техники России чётко прослеживаются четыре основных периода.
Два периода относятся к довоенному времени. Этапным событием которого явился второй, когда были созданы легендарные танки Т-34 и КВ.
Третий период в развитие бронетанковой техники стоит особо - это танки Великой Отечественной войны. В них воплотилось не только то, что было наработано конструкторами в довоенное время, но и те идеи и разработки конструкторов, продиктованные ходом боевых сражений и которые были в них реализованы - это танки Т-34-85, ИС-1, ИС-2, Т-44. Великая Отечественная война выявила недостаточную эффективность бронеавтомобилей как боевых машин, и в послевоенный период выпуск их был прекращён.
Четвёртый период развития бронетанковой техники - это время послевоенного танкостроения. Этот период характерен развитием, строительством и усовершенствованием не только танков различных категорий и назначения, но и созданием специальных и боевых бронированных колёсных и гусеничных машин: БТР, БМД, БРДМ, СУ,АСУ и др..

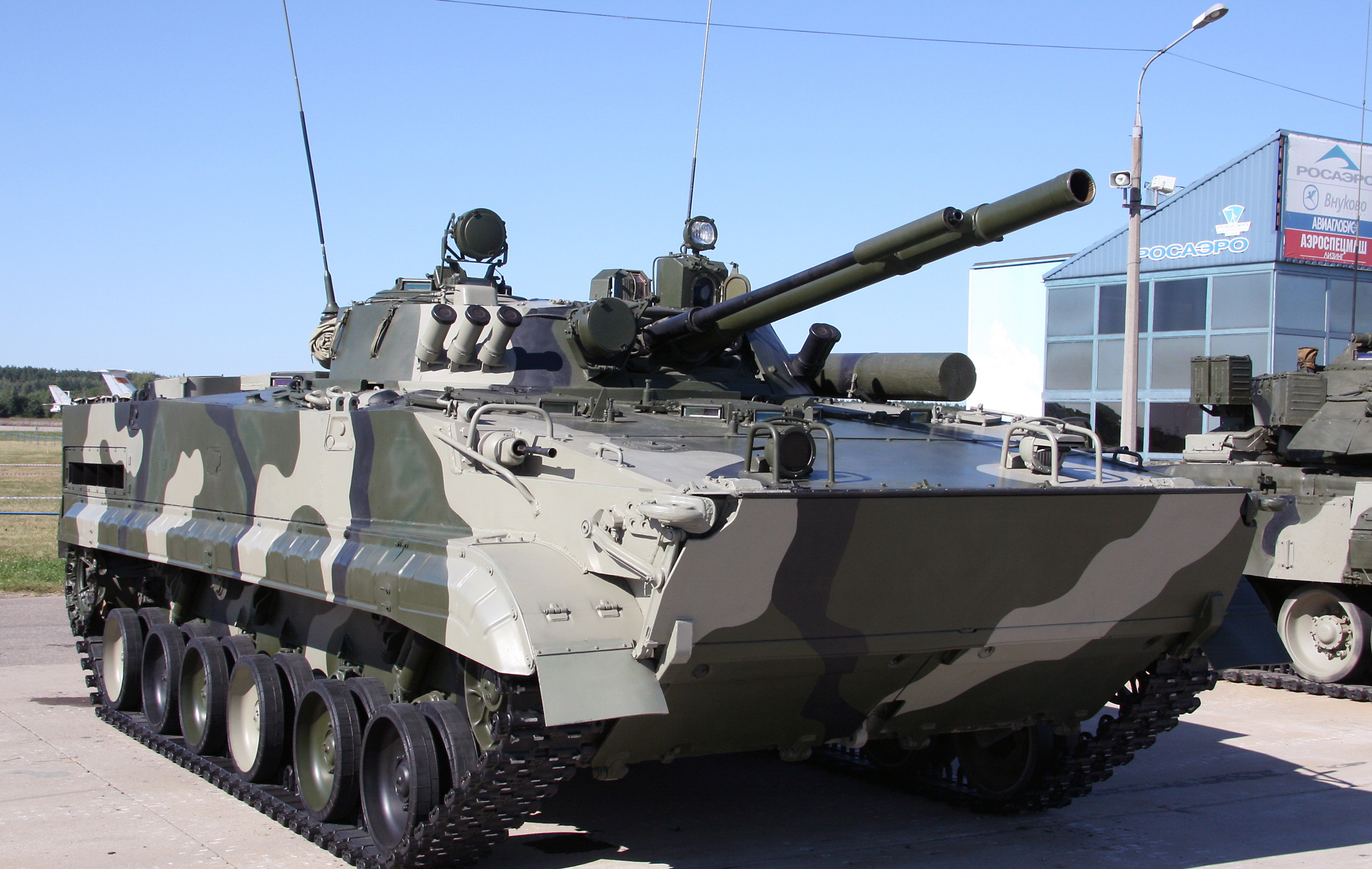
Боевая машина пехоты БМП-3
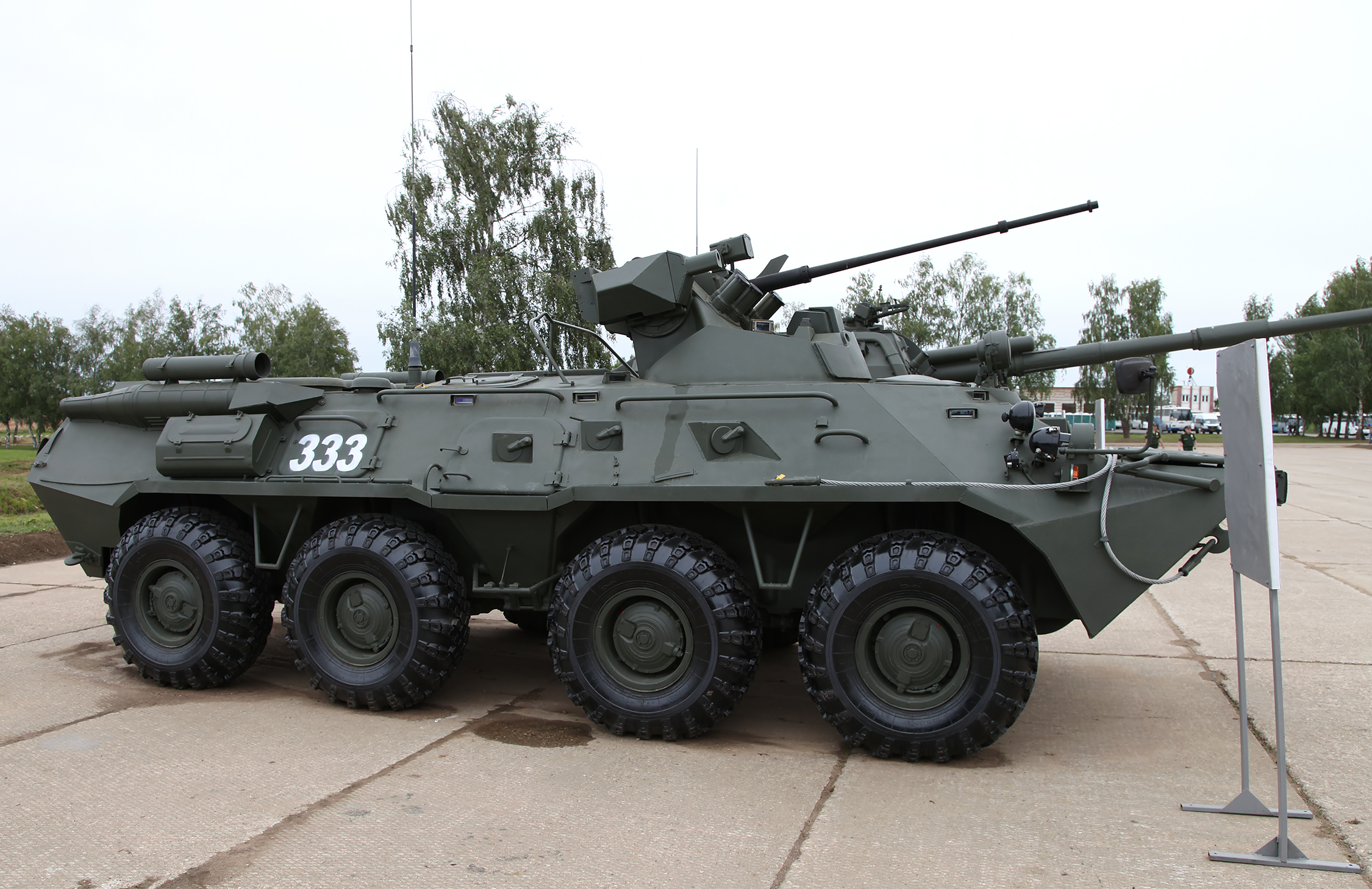
БТР-82А, выставленный на Танковом биатлоне 2014 года
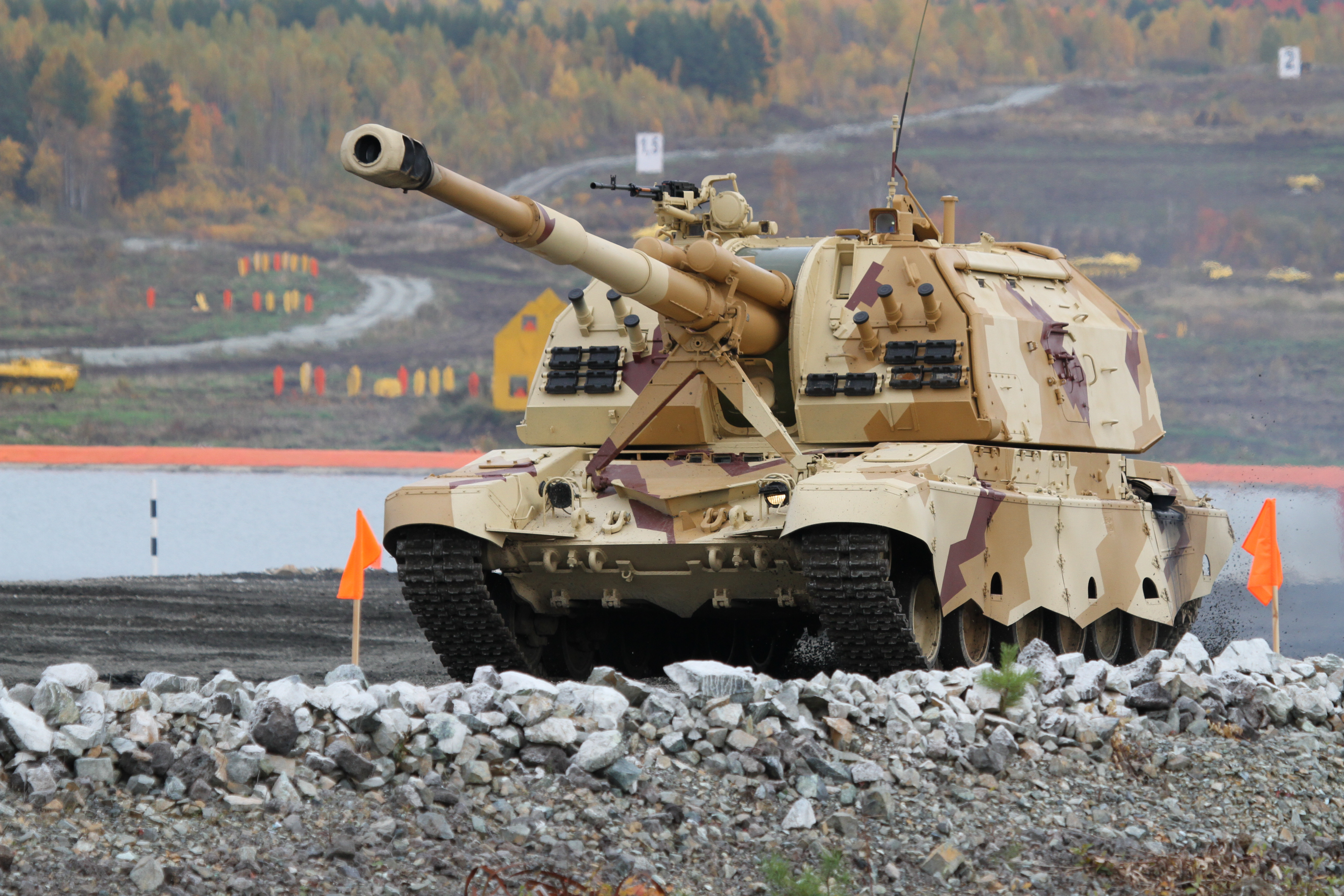
САУ 2С19М2 «Мста-С» на выставке Russia Arms Expo 2013, Нижний Тагил

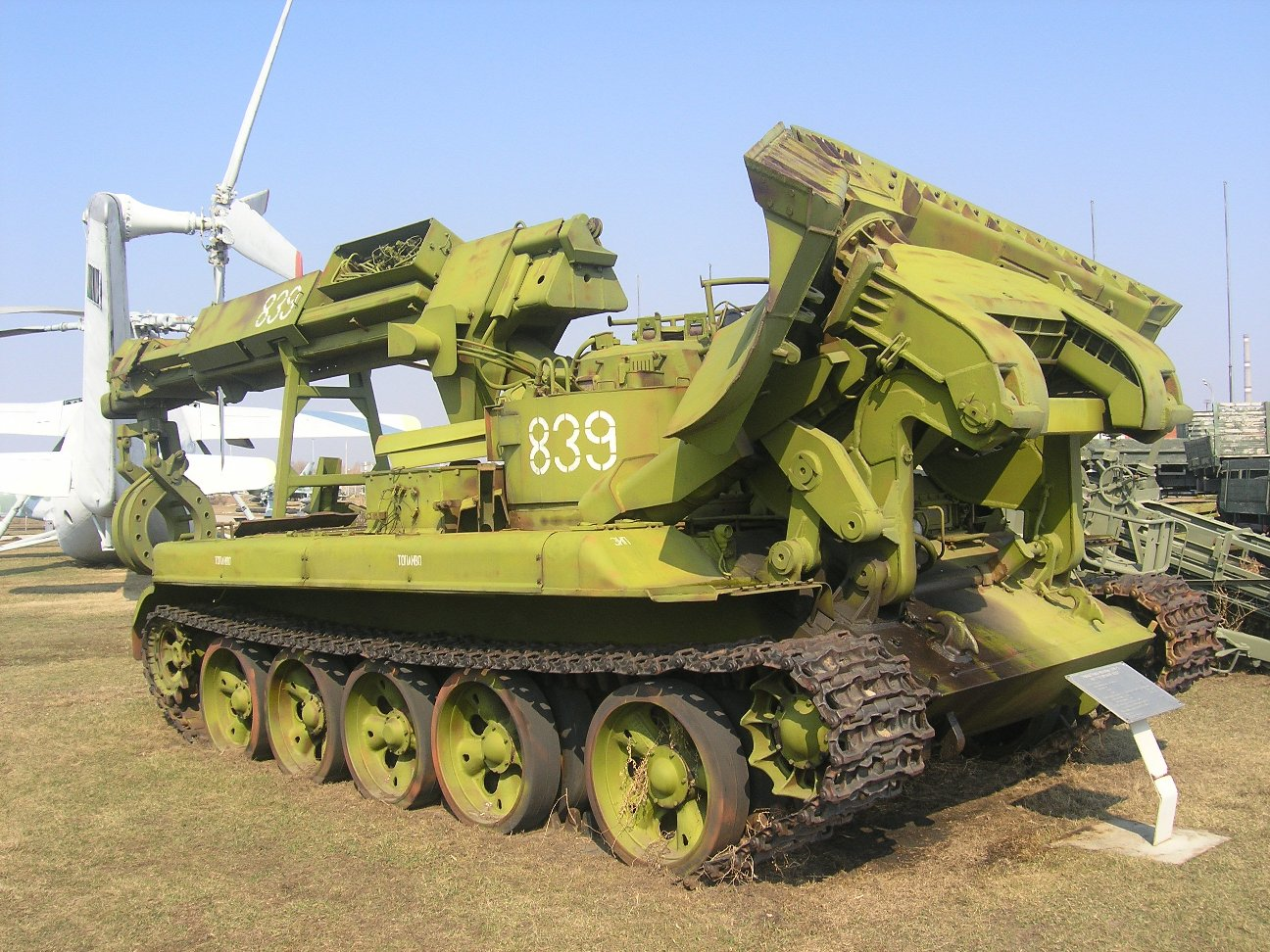
Инженерная машина разграждения ИМР-1 на базе танка Т-55
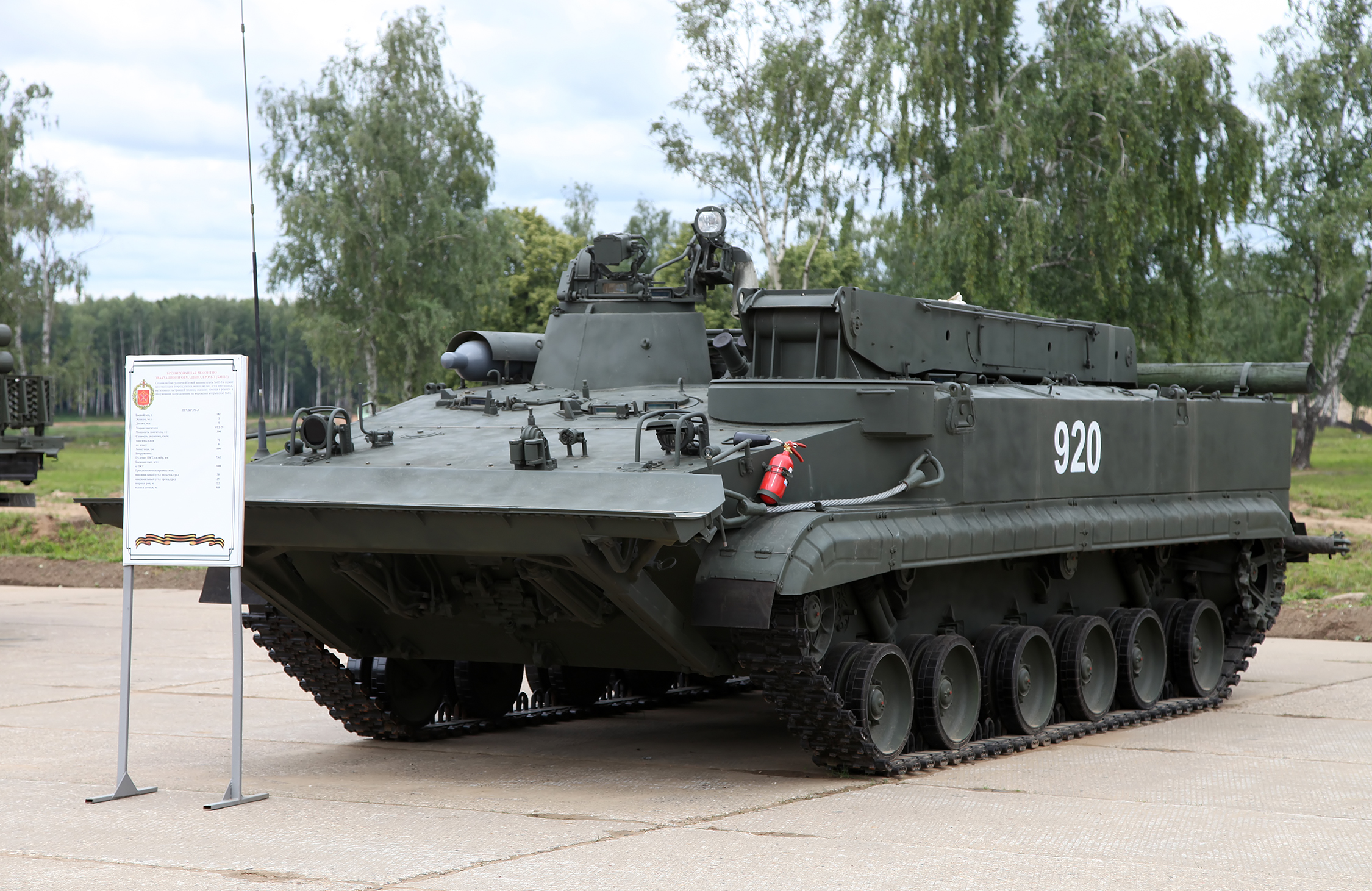
Бронированная ремонтно-эвакуационная машина БРЭМ-Л
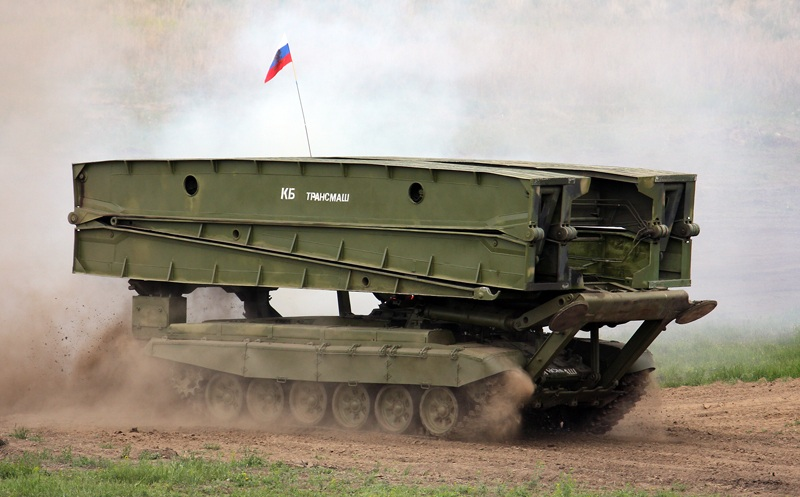
Танковый мостоукладчик МТУ-90